# Strada statale 22 (Polonia)
La strada statale 22 (sigla DK 22, in polacco droga krajowa 22) è una strada statale polacca che attraversa il Paese da Grzechotki a Kostrzyn nad Odrą.